# Zalissa pratti
Zalissa pratti là một loài bướm đêm trong họ Noctuidae.